# Aldea

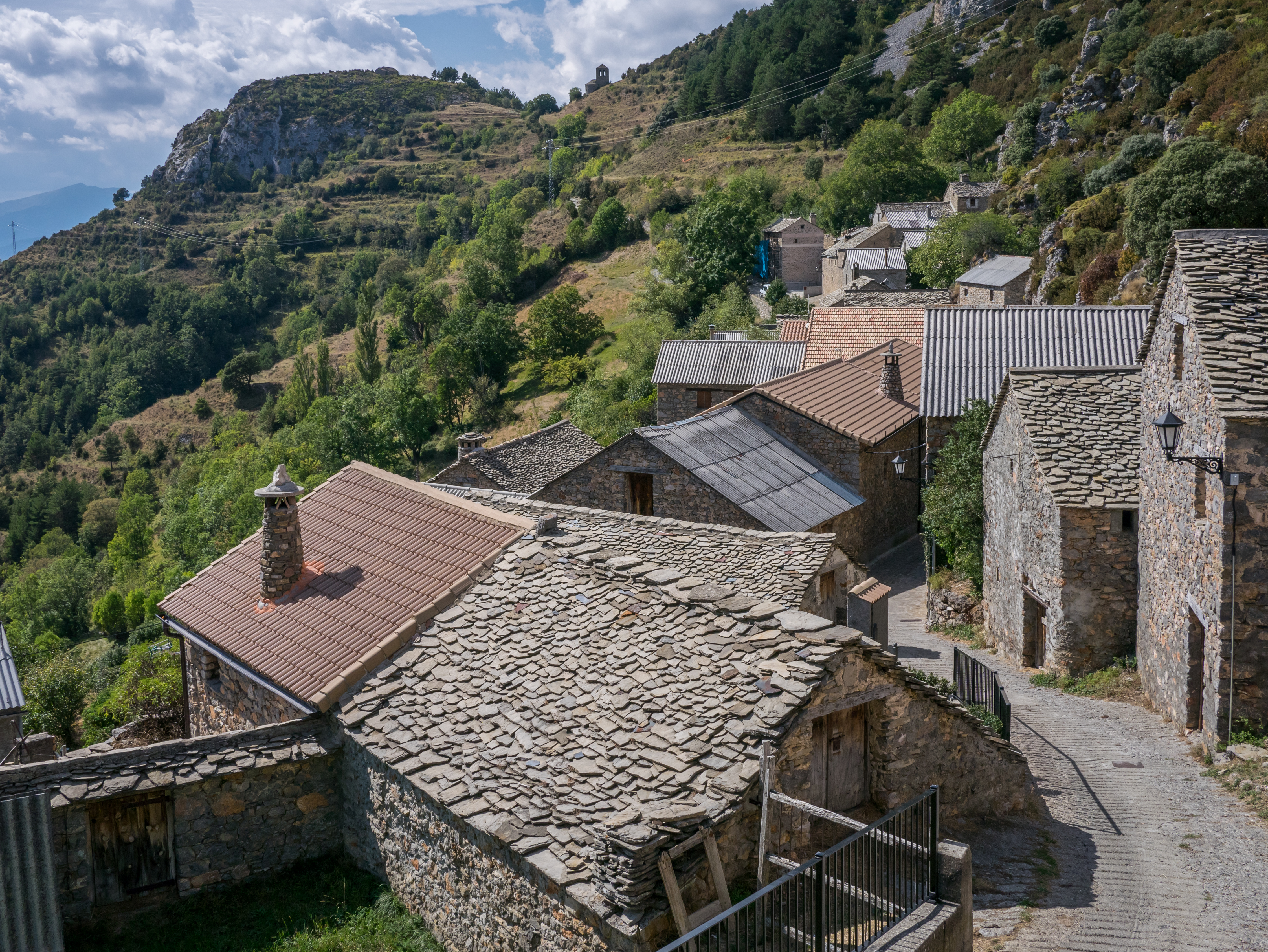
Aldea en una zona rural de España.

Una aldea (en árabe: aḍ-ḍayʿah (الضيعة) ‘la granja’), también llamada caserío en algunas regiones de España e Hispanoamérica, es un asentamiento humano común localizado en áreas de campos rurales. Es generalmente de tamaño y población menor que un pueblo. Las aldeas han sido la unidad fundamental de las comunidades humanas en la mayoría de las áreas del mundo a lo largo de la historia; desde su aparición en el Neolítico (aparición de la agricultura) hasta después de la Revolución Industrial y del proceso actual de Revolución urbana, en que la sociedad industrial sustituyó a la sociedad preindustrial. Se mantienen en zonas de población dispersa, como las zonas de clima oceánico de Europa y cuya organización del territorio corresponde a criterios germánicos (Galicia, Asturias, Bretaña, islas británicas...), donde era sencillo encontrar agua. En muchos estados estadounidenses, se denomina aldea a un tipo concreto de gobierno municipal independiente.

## La aldea medieval
Las aldeas medievales se situaban en torno a un castillo o una iglesia parroquial. Alrededor de la aldea estaban las tierras cultivadas, que se disponían en anillos concéntricos. En el primer anillo, inmediato a las casas, se situaban los pequeños huertos familiares. En el segundo, los viñedos, olivares y campos de cereal. Los límites del término correspondían al bosque, que ocupaba una gran extensión y era una despensa de frutos, leña y animales.
Algunos de los ejemplos de aldeas mejor conocidos son los de la Extremadura aragonesa, es decir, las tierras del sur de Aragón durante la Reconquista. Estas aldeas se agrupaban en las llamadas Comunidades de Aldeas, como la Comunidad de Teruel, donde destacó Escorihuela por la llamada Sentencia de Escorihuela, pleito que se considera el origen de la independencia municipal en Aragón.

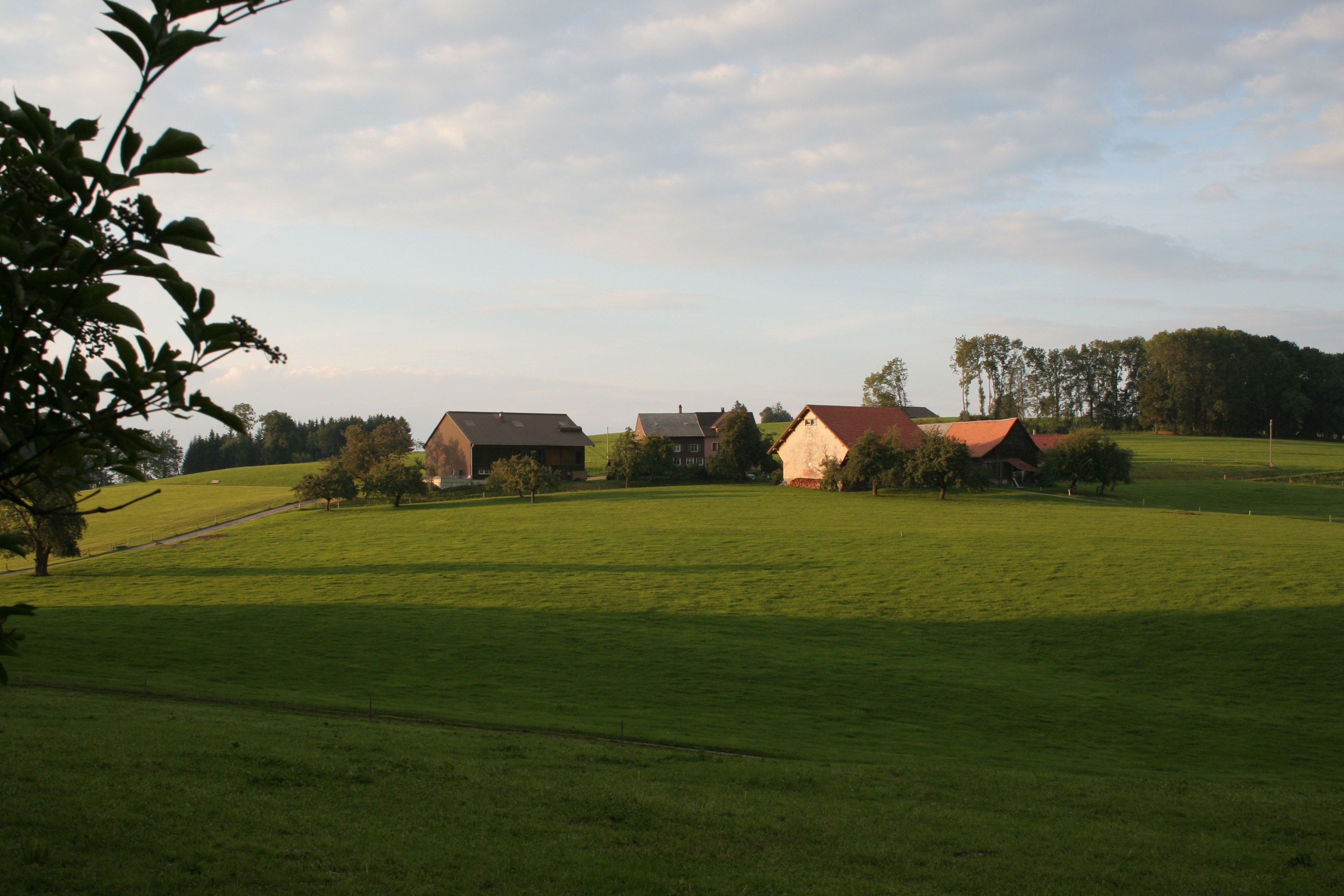
Aldea de Oberwil en Waldkirch (Suiza).

## La aldea en la España actual
En España, la aldea es una de las categorías utilizadas en el nomenclátor de entidades de población. En la Orden e Instrucción de 1930, para la elaboración del nomenclátor de ese año, la aldea se definía como:

la entidad de menor vecindario y población, frecuentemente más diseminada que el lugar, pero cuyos edificios están también formando a veces calles y plazas. La palabra aldea envuelve la dependencia de otra entidad.

## La aldea en los Estados Unidos

### Aldeas incorporadas
En veinte estados, el término «aldea» (hamlet o village) se refiere a una específica forma de gobierno municipal, similar a una ciudad pero con menor autoridad y alcance geográfico. Esto hace que, en muchos estados, haya aldeas con una magnitud más grande que las ciudades más pequeñas del estado. La distinción no está, por tanto, basada en la población, sino en los poderes relativos concedidos a los diferentes tipos de municipios, que deben proporcionar servicios específicos a sus residentes.
En muchos estados, como Nueva York, Wisconsin o Míchigan, una aldea es una municipalidad incorporada, generalmente, aunque no siempre, con una única ciudad. Los residentes pagan impuestos a la aldea y a la ciudad y pueden votar en las elecciones por ambos. En algunos casos, la aldea puede ser coextensiva con la ciudad. Hay también aldeas que atraviesan los límites de una ciudad.
No hay límite de población de una aldea (village) en Nueva York. Así, por ejemplo, Hempstead, la aldea más grande del estado, tiene 55 000 habitantes, más poblada que muchas ciudades del estado. Como sea, las aldeas en el estado no pueden exceder los 13 km² de área.
El estado de Wisconsin tiene un estatus similar para las aldeas. La aldea (village) más grande es Menomonee Falls, que tiene más de 25 000 habitantes. Míchigan tampoco tiene límites de población para las aldeas y hay varias aldeas más grandes que otras ciudades del estado.

### Aldeas no incorporadas
En varios estados, el término «aldea» se refiere a una área no incorporada relativamente pequeña. Este uso informal se puede encontrar en los estados que tienen aldeas como municipio incorporado, aunque es considerado incorrecto y confuso.